# Thierry Spitzer
Pour les articles homonymes, voir Spitzer.
 (novembre 2018).
Formé entre Paris et New York, Thierry Spitzer est un réalisateur français de films documentaires, de vidéos, de publicité... Sa société personnelle de production s'appelle "Arkadin".
Spécialisé dans l'art contemporain, il a à son actif de nombreux films consacrés à des artistes : Pierre Soulages, Bernar Venet, François Morellet, Jacques Monory, Richard Serra, Pierrette Bloch, Daniel Pommereulle, Giuseppe Penone, Magdalena Abakanowicz, Ossip Zadkine, Rebecca Horn, etc.
Il a réalisé avec Jacques Bouzerand une série de 6 films de 52 minutes intitulée Place à l'art contemporain ! diffusée sur France 5.